# Trombopoesi
La trombocitogènesi, trombocitopoesi o trombopoesi és el procés formació de les plaquetes i dels elements necessaris per a la producció de trombes. Quan hi ha una disminució del nombre de plaquetes de la sang s'anomena trombocitopènia o trombopènia.

## Línia de creixement
1. 1 CFU-ML
2. 1 CFU-GEMMk
3. n BFU-Mk	 Últim moment de proliferació
4. 1 CFU-Mk 48h
5. 1 Megacarioblast 15-25 µm) creix el nucli, té poliploïdia (4-5)
6. 1 Promegacariòcit (50 µm)
7. 1 Megacariòcit (70-100 µm)
8. ≈6 protoplaquetes No hi ha proliferació, sinó diferenciació.
9. 2.000-7.000 Plaquetes

## Megacarioblast
Fa 5 o 6 divisions que no acaba de realitzar, sense citocinesi, sinó que duplica l'ADN i crea moltes proteïnes per la nova cèl·lula. Va acumulant material per les plaquetes, pel procés de coagulació, factors, grànuls citoplasmàtics. Té una cromatina puntejada.

## Promegacariòcit
Comença a acumular grànuls: 
- δ (inicialment són lisosomes)
- λ (són lisosomes convencionals, tenen enzims hidrolítics, proteases i lipases. Contribueixen a discernir el trombe plaquetari quan les cèl·lules endotelials s'han dividit i han tapat el trombe plaquetari.

Per desfer el coàgul des de fora tenim els macròfags.
Per desfer el coagul des de dins del trombe tenim les plaquetes.

### Grànuls δ
Es poden observar per microscòpia electrònica. També se'ls anomena grànuls densos. Els electrons reboten i no il·luminen la pantalla de sota. Són produïts per l'aparell de Golgi. Tenen algunes característiques dels lisosomes però amb altres funcions. Acumulen quantitats importants de calci, ja que a les membranes tenen un sistema per captar-lo. Aquests grànuls contenen:
- Calci. Intervé en la neurosecreció, la neurotransmissió i la secreció d'hormones pels canvis de potencial de membrana que produeix a les cèl·lules. Kuga un paper fonamental en la coagulació sanguínia i sobretot en la formació de la fibrina. A més, el calci, és el responsable que la sang coaguli, ja que polimeritza el citoesquelet de les plaquetes i fa que s'agreguin.
- ATP/ADP. Provoquen l'adhesió de noves plaquetes. Fa que les plaquetes es comuniquin entre elles. La plaqueta que allibera ATP atrau altres plaquetes.

- Serotonina. Són amines des del punt de vista bioquímic. No només són neurotransmissors del plaer i el dolor, sinó que actuen com mediadors. No és una proteïna, i actua sobre les cèl·lules musculars llises (de l'activitat involuntària de la paret de les vísceres). Provoca una vasoconstricció de les arterioles, no del capil·lars, i fa que la sang vagi més lenta per tal que el fort corrent no arrossegui el petit coàgul que s'està formant.

### Grànuls λ
Són els més abundants i cridaners. Tenen tres grans grups de molècules:
1. Enzims.
2. Factors de coagulació.
3. Factors tròfics (isoleucines i citocines capaces d'estimular la proliferació d'un grup cel·lular.

- Enzims:
  - Antitripsina (α-1-antitripsina). La tripsina és un enzim digestiu sintetitzat pel pàncrees que destrueix proteïnes en el procés de digestió. Per tant, l'antitripsina és un enzim proteolític que destrueix a un altre enzim proteolític. Hi ha altres enzims proteolítics que també són identificats per l'antitripsina com és el cas d'alguns enzims destructius fets pels macròfags. Per tant, l'antitripsina controlarà l'activitat proteolítica dels macròfags.

- Emfisema pulmonar, ampolles d'aire als pulmons: en els pulmons els macròfags surten fora del cos. No es queden vora del capil·lar sanguini com passava al teixit connectiu. Als pulmons travessen la paret de l'arbre respiratori i van als alvèols. La cavitat aèria, és quan se'ls anomena macròfags alveolars (canvien el metabolisme d'anaeròbic i aeròbic). Allà, fagociten les cèl·lules que s'escaten.

- Quan hi ha una destrucció important de cèl·lules com pot ser pel fet de fumar, les cèl·lules s'irriten i els macròfags fan més activitat. Es poden descontrolar i trencar, alliberant els enzims proteolítics. Aquests enzims comencen a digerir els alvèols. Tendrem alvèols més grans però menys número, per tant menys superfície d'intercanvi, es formaran AMPOLLES D'AIRE O BULLES. Per això és important tenir bé les plaquetes perquè puguin actuar contra aquests enzims.

Factors tròfics:
- - Neurotrofina 4 (NTF-4) o Platelet derived grow factor (PDGF) també pot ser una citocina. Estimula la proliferació dels cèl·lules endotelials i musculars.

- Ateroma: Acumulació de greixos per trastorns de les cèl·lules endotelials perquè no arriben nutrients i moren. Es descama la paret i van les plaquetes on alliberen neurotrofina per fer-les proliferar. Les cèl·lules musculars també creixen per defecte i acaben engruixint la paret del vas fins que arriben a tapar la llum Arterioesclerosi.

## Megacariòcit
El megacariòcit també acumularà grànuls però aquest a més a més li apareixeran canals de demarcació plaquetària.
El nucli del megacariòcit serà eliminat pels macròfags a la medul·la òssia. Si el nucli ha entrat dins del vas sanguini serà eliminat pels macròfags de la paret. Els canals de demarcació plaquetària:
Aquestes serviran per fraccionar el megacariòcit.
Són cisternes del reticle endoplasmàtic. És una varietat de reticle que en la seva membrana va acumulant proteïnes 1a 2a 3a 1b 2b 3b, etc. per tant acabaran sent les membranes de les plaquetes.
Per fraccionar el megacariòcit, és més efectiu fer replegaments de la membrana plasmàtica que els canals, però els dos treballen junts per fer les plaquetes.

## Protoplaquetes i plaquetes
Al cap de 48 hores ja tenim les plaquetes. Les trobarem on estaven els hemocitoblasts del moll de l'os. S'acabarà disgregant en 2000-7000 plaquetes.
La mida de les plaquetes dependrà del del megacariòcit i també de la Il-11. Qui estimula a les cèl·lules mare per fer la línia eritrocítica o altres línies? Se n'encarreguen citocines o interleucines (pèptids alliberats per leucòcits que activen altres leucòcits) són hormonals. Poden anar al teixit connectiu i anar lluny, o quedar-se al moll de l'os. Són citocines i interleucines classificades per números. Les molècules que actuen sobre les stem cell són les interleucines. Sobretot per la via de les plaquetes (3,4,6,11), però només l'11 és específica. Les Il-11 les fan en el moll de l'os totes les cèl·lules d'allà. L'EPO també és una citocina.
Èmbol pulmonar: Els megacariòcits poden sortir al torrent sanguini, però en comptes d'anar a la melsa van al sistema de baixa pressió, és a dir, als pulmons, allà poden taponar algun capil·lar i fer microembòlies pulmonars. Nosaltres en tenim cada dia.